# Strada Aleksandr Pușkin din Chișinău
Strada Aleksandr Pușkin (colocvial str. Pușkin; între anii 1834-1874 s-a numit str. Arhiereiskaia, între anii 1874-1899 – str. Gubernskaia; în anii 1899-1924 – str. Aleksandr Pușkin; între 1924-1944 – str. Regele Carol I; începând cu anul 1944 poartă numele actual) este o stradă importantă din centrul istoric al Chișinăului. 
De-a lungul străzii sunt amplasate o serie de monumente de arhitectură și istorie (Biserica Sfânta Teodora de la Sihla, Clădirea fostului gimnaziu pentru fete al zemstvei basarabene, Complexul de clădiri ale fostei clinici de hidroterapie a medicului Tumarkin, Vila urbană a lui Nicolai Semigradov și altele), clădiri administrative (blocuri ale Universității de Stat din Moldova, Biblioteca Națională pentru Copii „Ion Creangă”, Oficiul Băncii Mondiale, Palatul Național „Nicolae Sulac”, Casa Guvernului, sediul Agenției Naționale pentru Siguranța Alimentelor, Colegiul „Alexei Mateevici”, etc.) și parcul Catedralei.
Strada începe de la intersecția cu strada Albișoara, intersectând alte 11 artere, inclusiv Bulevardul Ștefan cel Mare și Sfânt și încheindu-se prin intersecție cu str. Alexei Mateevici.

## Istoric
Începutul dezvoltării străzii datează din anii '20 ai secolului al XIX-lea. Strada a fost construită conform planului general de dezvoltare a orașului din 1834. În timpul guberniei, a fost considerată una dintre străzile principale ale orașului, de-a lungul acesteia fiind construite mai multe case respectabile. Printre acestea: casa negustorului Semigradov (casa Nr. 17), clădirea Societății de credit din oraș (casa Nr. 36), clădirea tutelei pentru sobrietate populară (casa Nr. 48), clădirea Gimnaziului zemstvial pentru fete, clădirea Societății publice bancare și altele.
Una dintre cele mai importante clădiri situate pe stradă la acea vreme a fost Clădirea guvernului provincial (s-a păstrat până în prezent). La sfârșitul secolului al XIX-lea, a fost construită clădirea Capelei primului gimnaziu pentru fete (1895, arhitectul Alexandru Bernardazzi). În 1900, chiar la începutul străzii, a fost construită clădirea Auditoriului Pușkin, devenind unul dintre teatrele principale ale orașului și organizației „Uniunea poporului rus” (clădire nu a supraviețuit până în prezent). Pe stradă se afla și Hotelul „Victoria”, care ulterior a fost redenumit în Hotel „Londra” (edificiul nu a supraviețuit).
La sfârșitul secolului al XIX-lea, a existat o linie de tramvai tras de cai de-a lungul străzii. În 1913, linia a fost electrificată și tramvaiele au fost lansate de-a lungul acesteia, până când au fost scoase de pe străzile orașului la începutul anilor șaizeci, fiind înlocuite de troleibuze. Până la mijlocul secolului al XX-lea, strada Pușkin se încheia la intersecția cu strada Alexandru cel Bun (pe atunci numită „Ștefan cel Mare”) și avea aproximativ 1,4 kilometri.
În perioada interbelică, pe ea au fost construite mai multe clădiri noi. În special, au fost construite clădirea băncii basarabene (casa Nr. 21), clădirea liceului comercial pentru fete „Regina Maria” (casa Nr. 24), numeroase magazine, cafenele, precum și consulatul francez.
În timpul celui de-al doilea război mondial, strada, în special partea sa centrală, a fost grav afectată, majoritatea clădirilor fiind distruse, multe din ele nemaifiind restaurate. Ulterior, în perioada sovietică a avut loc continuat continuarea străzii, din contul clădirilor avariate în război, ajungându-se la str. Albișoara în anul 1981.
În imediata vecinătate a străzii, în partea de jos, există cea mai veche clădire din Chișinău – Biserica Măzărache, ridicată în anul 1752.

## Legături externe
- Str. Aleksandr Pușkin (Chișinău) la wikimapia.org